# Paul Davies
Paul Charles William Davies (22 d'abril de 1946) és un físic, escriptor i locutor britànic reconegut a escala internacional. Actualment ocupa la posició de professor en la Universitat Estatal d'Arizona, on dirigeix l'institut BEYOND: Center for Fonamental Concepts in Science. Anteriorment ha ocupat càrrecs acadèmics en la Universitat de Cambridge, Universitat de Londres, Universitat de Newcastle, Universitat d'Adelaida i en la Universitat de Macquarie, Sydney. Les seves investigacions se centren en el camp de la cosmologia, teoria quàntica de camps, i astrobiologia. Davies considera que un viatge de només anada a Mart és una opció viable.
En 2005 va prendre el càrrec de President del Grup de Treball de Postdetecció del SETI de l'Acadèmia Internacional d'Astronáutica.
Davies és també membre de la Societat Internacional Per a la Ciència i la Religió i de la Royal Society of Literature del Regne Unit.
L'abril del 1999 l'asteroide 1992 OG va ser anomenat oficialment (6870) Pauldavies en el seu honor.

## Llibres i escrits
És autor d'uns 20 llibres, incloent La ment de Déu, Altres mons, Déu i la nova física, La frontera de l'infinit, L'univers desbocat, Superforça, Com construir una màquina del temps?, Sobre el temps, Els últims tres minuts i Un silenci inquietant.
En un article del New York Times del 2007, Davies va abordar el tema de la fe en la indagació científica, argumentant que "tant la religió com la ciència estan basades en la fe" d'un absolut, i suggerint que la recerca científica és comparable amb la teologia de Newton sobre la certesa que hi ha lleis eternes imposades per una "divina providència".

## Premis
El talent de Davies com a divulgador científic ha estat reconegut a Austràlia amb un Advance Australia Award i dos Eureka Prizes.
En el Regne Unit amb la 2001 Kelvin medal and prize per l'Institut de Física, i en el 2002 el Premi Faraday per la Royal Society.
Per les seves contribucions a implicacions profundes de la ciència, Davies va rebre el Templeton Prize el 1995.

## Edicions en castellà
- Davies, P. C. W.. Un silencio inquietante: la nueva búsqueda de inteligencia extraterrestre.  Crítica, 2011. ISBN 978-84-9892-184-7.
- —. El quinto milagro.  Planeta-De Agostini, 2004. ISBN 978-84-674-1234-5.
- —. Los últimos tres minutos: conjeturas acerca del destino final del universo.  Editorial Debate, 2001. ISBN 978-84-8306-444-3.
- —. El Espacio y el Tiempo en el Universo Contemporáneo.  Fondo de Cultura Económica, 1996. ISBN 9789681613105.[3]
- —. En busca de las ondas de gravitación.  Salvat Editores, 1995. ISBN 978-84-345-8966-7.
- —. Sobre el tiempo: la revolución inacabada de Einstein.  Editorial Crítica, 1995. ISBN 84-7423-798-X.
- —. El quinto milagro, la búsqueda del origen y significado de la vida.  Editorial Crítica, 2000. ISBN 978-84-8432-034-0.
- —. Biblioteca científica Salvat. T.42. Dios y la nueva física.  Salvat Editores, 1994. ISBN 978-84-345-8922-3.
- —. La frontera del infinito.  Salvat Editores, 1994. ISBN 978-84-345-8938-4.
- —. Otros mundos.  Salvat Editores, 1994. ISBN 978-84-345-8943-8.
- —. Superfuerza.  Salvat Editores, 1994. ISBN 978-84-345-8954-4.
- —. El universo desbocado: del Big Bang a la catástrofe final.  Salvat Editores, 1994. ISBN 978-84-345-5852-6.
- —. La mente de Dios.  McGraw-Hill / Interamericana de España, 1993. ISBN 978-84-481-0168-8.
- —. Bola de fuego.  Ediciones Destino, 1989. ISBN 978-84-233-1802-5.
- —. En busca de las ondas de gravitación.  Salvat Editores, 1989. ISBN 978-84-345-8420-4.
- —. Proyecto cósmico: nuevos descubrimientos acerca del orden del universo.  Ediciones Pirámide, 1989. ISBN 978-84-368-0494-2.
- —. El universo accidental.  Salvat Editores, 1989. ISBN 978-84-345-8404-4.
- —. Dios y la nueva física.  Salvat Editores, 1988. ISBN 978-84-345-8402-0.
- —. La frontera del infinito.  Salvat Editores, 1988. ISBN 978-84-345-8367-2.
- —. Otros mundos.  Salvat Editores, 1988. ISBN 978-84-345-8372-6.
- —. Superfuerza.  Salvat Editores, 1988. ISBN 978-84-345-8376-4.
- —. El universo desbocado.  Salvat Editores, 1988. ISBN 978-84-345-8361-0.
- —. Otros mundos.  Antoni Bosch Editor, 1983. ISBN 978-84-85855-22-3.
- Davies, P. C. W.; Brown, J. R.. Supercuerdas: ¿una teoría de todo?.  Alianza Editorial, 1995. ISBN 978-84-206-0448-0.
- Davies, P. C. W.; Brown, J. R.. El espíritu en el átomo: una discusión sobre los misterios de la física cuántica.  Alianza Editorial, 1989. ISBN 978-84-206-0421-3.
- Davies, P. C. W.; Gribbin, John R.. Los mitos de la materia.  McGraw-Hill / Interamericana de España, 1994. ISBN 978-84-481-1754-2.